# Cashiella
Cashiella is een geslacht van schimmels uit de orde Helotiales. De familie is niet eenduidig bepaalt (Incertae sedis). De typesoort is Cashiella atra.

## Soorten
Volgens Index Fungorum telt het geslacht vier soorten (peildatum maart 2022):
| Soortnaam            | Auteur(s)          | Publicatiejaar |
| -------------------- | ------------------ | -------------- |
| Cashiella atra       | Petr.              | 1951           |
| Cashiella fuscidula  | (Rehm) E. Müll.    | 1977           |
| Cashiella montiicola | (Berk.) Dennis     | 1961           |
| Cashiella sticheri   | Gadgil & M.A. Dick | 1999           |